# Prolasius depressiceps
Prolasius depressiceps är en myrart som först beskrevs av Carlo Emery 1914.  Prolasius depressiceps ingår i släktet Prolasius och familjen myror. Inga underarter finns listade i Catalogue of Life.